# Taça Roraima 2022
La Taça Roraima de 2022, correspondió a la segunda ronda del Campeonato Roraimense 2022, y contó con la participación de 6 equipos. Se disputó del 9 de abril al 5 de mayo de 2022.
Como también salió campeón de la Taça Boa Vista 2022, São Raimundo campeón de Taça Roraima garantizó el título del Campeonato Roraimense 2022 automaticatimente.

## Sistema de disputa
Los seis equipos se dividieron en 2 grupos con 3 equipos cada. Los dos mejores equipos de cada grupo clasificaron a las semifinales.

## Primera fase

### Grupo A

#### Clasificación
| Pos. | Equipo       | Pts. | PJ | G | E | P | GF | GC | Dif. | Clasificación 2022            |
| ---- | ------------ | ---- | -- | - | - | - | -- | -- | ---- | ----------------------------- |
| 1    | São Raimundo | 6    | 2  | 2 | 0 | 0 | 6  | 1  | +5   | Clasificado a las semifinales |
| 2    | Náutico      | 3    | 2  | 1 | 0 | 1 | 2  | 1  | +1   | Clasificado a las semifinales |
| 3    | Baré         | 0    | 2  | 0 | 0 | 2 | 1  | 7  | −6   |                               |

Actualizado a los partidos jugados el 20 de abril de 2022.
 Fuente: Globo Esporte

#### Fixture
- La hora de cada encuentro corresponde al huso horario correspondiente al Estado de Roraima (UTC-4).

| Fecha       | Hora  | Partido      | Partido | Partido      |
| ----------- | ----- | ------------ | ------- | ------------ |
| 9 de abril  | 17:00 | Náutico      | 0-1     | São Raimundo |
| 12 de abril | 18:30 | Baré         | 0-2     | Náutico      |
| 20 de abril | 20:45 | São Raimundo | 5-1     | Baré         |

### Grupo B

#### Clasificación
| Pos. | Equipo           | Pts. | PJ | G | E | P | GF | GC | Dif. | Clasificación 2022            |
| ---- | ---------------- | ---- | -- | - | - | - | -- | -- | ---- | ----------------------------- |
| 1    | Real             | 4    | 2  | 1 | 1 | 0 | 4  | 2  | +2   | Clasificado a las semifinales |
| 2    | Atlético Roraima | 2    | 2  | 0 | 2 | 0 | 1  | 1  | 0    | Clasificado a las semifinales |
| 3    | Rio Negro        | 1    | 2  | 0 | 1 | 1 | 1  | 3  | −2   |                               |

Actualizado a los partidos jugados el 20 de abril de 2022.
 Fuente: Globo Esporte

#### Fixture
- La hora de cada encuentro corresponde al huso horario correspondiente al Estado de Roraima (UTC-4).

| Fecha       | Hora  | Partido          | Partido | Partido          |
| ----------- | ----- | ---------------- | ------- | ---------------- |
| 9 de abril  | 19:15 | Real             | 1-1     | Atlético Roraima |
| 12 de abril | 20:45 | Rio Negro        | 1-3     | Real             |
| 20 de abril | 18:30 | Atlético Roraima | 0-0     | Rio Negro        |

## Fase final

### Semifinales
| Fecha       | Hora  | Partido      | Partido | Partido          |
| ----------- | ----- | ------------ | ------- | ---------------- |
| 27 de abril | 18:30 | São Raimundo | 1-0     | Atlético Roraima |
| 27 de abril | 20:45 | Real         | 1-0     | Náutico          |

### Final
| Fecha     | Hora  | Partido      | Partido | Partido |
| --------- | ----- | ------------ | ------- | ------- |
| 4 de mayo | 19:30 | São Raimundo | 2-1     | Real    |

## Campeón
| Taça Roraima 2022                |
| -------------------------------- |
| São Raimundo Campeón (?º título) |

## Goleadores
- Actualizado el 4 de mayo de 2022.

| Jugador | Club         | Goles |
| ------- | ------------ | ----- |
| Fininho | São Raimundo | 3     |
| Jerinha | Real         | 3     |
| Raí     | São Raimundo | 2     |
| Rian    | São Raimundo | 2     |